# Maurice Edu
Maurice B. Edu Jr. (Fontana, California, Estados Unidos, 18 de abril de 1986) es un futbolista estadounidense de origen nigeriano que juega como mediocampista defensivo y actualmente juega en el Philadelphia Union, a préstamo del Stoke City.

## Trayectoria

### Maryland Terrapins
Edu estudió en la Universidad de Maryland, College Park del 2004 al 2006 y jugó tres años con los Maryland Terrapins, incluyendo el 2005 cuando ganó la College Cup de la NCAA. Abandonó su último año en el que podía jugar en la NCAA para entrar al Draft de la MLS en 2007 como jugador de la Generación Adidas. Fue nombrado All-American en 2006.

### Toronto FC
Toronto FC seleccionó a Edu como su primera selección en el Draft del 2007 de la MLS. Edu debutó con Toronto el 25 de abril de 2007 en el partido contra los Kansas City Wizards, y anotó su primer gol como profesional en el minuto setenta y cinco contra el Chicago Fire el 12 de mayo. Durante su primera temporada jugó 25 partidos y anotó cuatro goles. Terminó la temporada ganando el premio como Novato del Año de la MLS y debutando con la selección nacional de Estados Unidos.

### Rangers
El 16 de agosto de 2008 Edu viajó a Glasgow para entablar charlas con el Rangers F.C. de la Premier League Escocesa luego de que llegaron a un acuerdo con la MLS por 2.6 millones de libras. Edu firmó un contrato por cinco años con el Rangers el 17 de agosto de 2008, pero tuvo que esperar cinco días para unirse al club oficialmente luego de haber obtenido su permiso de trabajo.

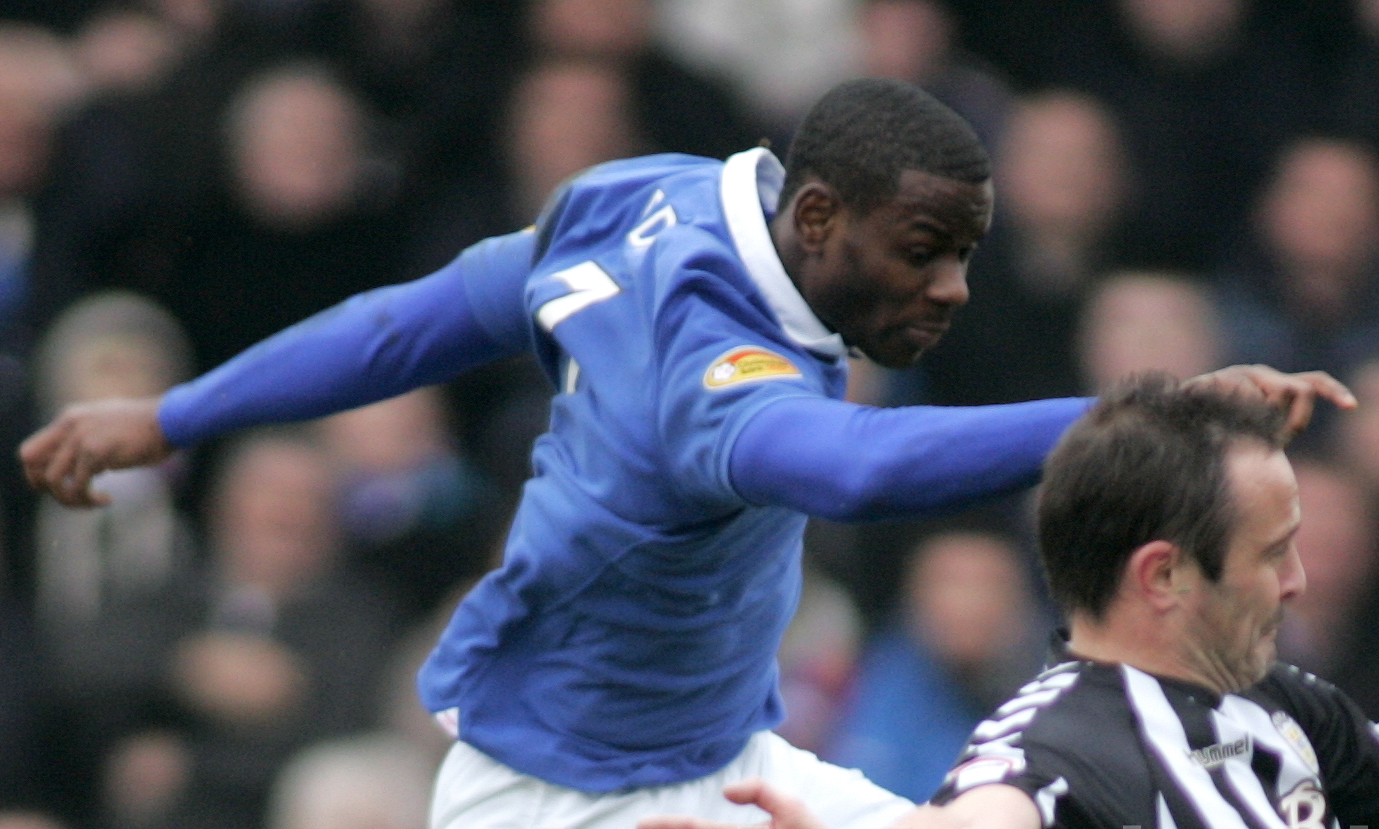
Edu jugando para Rangers contra St. Mirren F.C. en marzo del 2011

Edu debutó con el Rangers en un partido de la liga contra Kilmarnock el 13 de septiembre de 2008. El equipo ganó 2-1 gracias a un doblete de Kris Boyd. Edu anotó su primer gol para el equipo el 8 de abril de 2009, en un partido de la liga contra St. Mirren y luego anotó otro contra Hibernian en una victoria 3-2 en Easter Road once días después. Jugó varios partidos consecutivos hacia el final de la temporada, incluyendo su debut en partido del Old Firm el 9 de mayo en Ibrox, venciendo al Celtic F.C. 1-0. Terminó su primera temporada en Escocia ganando la medalla del campeonato tras haber jugado 12 de los 38 partidos del Rangers en la temporada 2008-09. Sin embargo, una lesión de ligamento cruzado en la rodilla le impidió jugar la final de la Copa Escocesa.
Luego de recuperarse de su lesión, Edu volvió a los Rangers el 27 de diciembre de 2009, entrando como suplente en una victoria 4-1 sobre Hibernian. Desafortunadamente, solo pudo jugar cuatro partidos más hasta que se vio obligado a descansar por un problema en el tobillo. Se quejó de abusos racistas de dos hinchas del Rangers luego de la vergonzosa derrota del club 4-1 contra FC Unirea Urziceni en octubre de 2009. Su suerte cambió cuando entró como suplente para anotar el gol de la victoria en el minuto 93 contra sus rivales del Old Firm, Celtic F.C., con los Rangers ganando el partido 1-0. Este gol le dio al Rangers una ventaja de 10 puntos con un partido menos. El 21 de marzo de 2010 Edu entró desde la banca luego del primer tiempo en el partido que Rangers venció a St. Mirren para hacerse con la Copa de la Liga. Su temporada local terminó con el recibimiento de su segunda medalla tras haber jugado quince de los treinta y ocho partidos del club. Durante la temporada 2010-11, Edu debutó en la Liga de Campeones jugando contra el Manchester United en Old Trafford, recibiendo elogios por su actuación.
El 20 de octubre de 2010 anotó su primer gol en la Liga de Campeones contra el Valencia de España, tras convertir un tiro de esquina de Vladimír Weiss. No obstante, anotó un autogol cinco minutos después del descanso dándole el empate a Valencia. El partido terminaría 1-1.
Edu jugó su partido número 100 con los Gers el 5 de noviembre de 2011 en la victoria 3-1 sobre el Dundee United.
Edu no se volvió a integrar al primer plantel del Rangers una vez entró en crisis al final de la temporada 2011/12, y a principios de la temporada 2012/13 recibió ofertas para jugar en Inglaterra y dejar el club escocés en forma definitiva.

### Stoke City F.C.
El 25 de agosto Edu fichó con el Stoke City FC como agente libre, uniéndose a su recientemente fichado compañero en la selección de Estados Unidos, Geoff Cameron. Hizo su debut con el club inglés el 7 de octubre de 2012, ingresando en el minuto ochenta en el partido en el que el Stoke empataría 0-0 contra el Liverpool.

### Cesión al Bursaspor
En enero de 2013 el Stoke City y el Bursaspor de la Superliga de Turquía acordaron la cesión hasta el final de la temporada al club turco del centrocampista internacional por Estados Unidos, quien hasta esa fecha solo había participado en un partido en la Premier League.

### Cesión al Philadelphia Union
El 27 de enero de 2014 Edu fue cedido en calidad de préstamo al Philadelphia Union de la Major League Soccer por el resto de la temporada en los Estados Unidos. El contrato de Edu es el de jugador designado.
Edu anotó su primer gol con el club de Philadelphia el 5 de abril de 2014, en el empate 2-2 frente al Chicago Fire. El 13 de abril de 2014 volvió a anotar un gol en el dramático empate 2-2 ante el Real Salt Lake.

## Clubes
| Club                        | País           | Año           |
| --------------------------- | -------------- | ------------- |
| Toronto FC                  | Canadá         | 2007-2008     |
| Rangers F.C.                | Escocia        | 2008-2012     |
| Stoke City F.C.             | Inglaterra     | 2012-presente |
| Bursaspor (cedido)          | Turquía        | 2013          |
| Philadelphia Union (cedido) | Estados Unidos | 2014- Act.    |

## Selección de Estados Unidos

### Selección sub-23
El técnico Piotr Nowak lo cito para disputar el Torneo masculino de fútbol en los Juegos Olímpicos de Pekín 2008 en donde disputó los tres partidos de su selección. En el último partido frente a Nigeria le cometieron un penal que luego lo convertiría Sascha Kljestan.

### Selección mayor
Debutó con la Selección de fútbol de Estados Unidos el 17 de octubre de 2007 frente a Suiza. Anotó su primer gol como internacional en un amistoso frente a la República Checa el 25 de mayo de 2010. Días más tarde fue seleccionado para disputar la Copa Mundial de Fútbol de 2010.
El 18 de junio, jugando contra Eslovenia, anotó un gol de volea tras un tiro libre de Landon Donovan en el minuto 85 cuando el partido estaba empatado 2-2, pero el árbitro Koman Coulibaly lo anuló. La decisión de Coulibaly fue fuertemente criticada por comentaristas y columnistas, que coincidían en que los Estados Unidos no había cometido ninguna falta en la jugada y fueron, de hecho, los que en su mayoría habían recibido las faltas.
El 12 de mayo de 2014, el entrenador de la selección estadounidense Jürgen Klinsmann incluyó a Edu en la lista provisional de 30 jugadores que representarán a Estados Unidos en la Copa Mundial de Fútbol de 2014. No obstante, Edu, junto con otros seis jugadores, no fue incluido en la lista final de 23 futbolistas.

### Participaciones en Copas del Mundo
| Mundial                        | Sede      | Resultado        |
| ------------------------------ | --------- | ---------------- |
| Copa Mundial de Fútbol de 2010 | Sudáfrica | Octavos de final |

### Goles internacionales
| #   | Fecha     | Lugar                         | Rival           | Gol   | Resultado | Competición |
| --- | --------- | ----------------------------- | --------------- | ----- | --------- | ----------- |
| 01. | 25-5-2010 | East Hartford, Estados Unidos | República Checa | 1 – 0 | 2 – 4     | Amistoso    |

## Palmarés

### Campeonatos nacionales
| Título                     | Club            | País    | Año  |
| -------------------------- | --------------- | ------- | ---- |
| Premier League de Escocia  | Glasgow Rangers | Escocia | 2009 |
| Copa de Escocia            | Glasgow Rangers | Escocia | 2009 |
| Premier League de Escocia  | Glasgow Rangers | Escocia | 2010 |
| Copa de la Liga de Escocia | Glasgow Rangers | Escocia | 2010 |

### Distinciones individuales
| Distinción               | Año  |
| ------------------------ | ---- |
| Novato del Año de la MLS | 2007 |

| Predecesor: Jonathan Bornstein | Novato del Año de la Major League Soccer 2007 | Sucesor: Sean Franklin |